# 2004年夏季残疾人奥林匹克运动会秘鲁代表团
2004年夏季残疾人奥林匹克运动会秘鲁代表团是秘鲁派出的2004年夏季残疾人奥林匹克运动会代表团。获得2枚铜牌。